# Junk

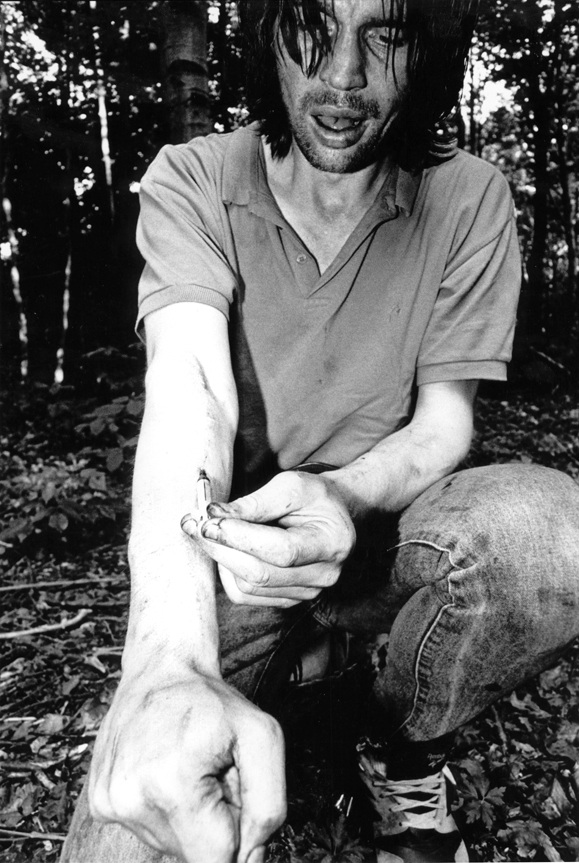
Een spuitende junk. Duitsland, 1999

Junk is iemand die ernstig is verslaafd aan harddrugs of softdrugs, waarbij de verslaving zichtbare sporen in het uiterlijk van de persoon heeft achtergelaten (bijvoorbeeld verwaarloosd uiterlijk, vermagerd). 
Het woord junk is afkomstig uit het Engels en betekent vrij vertaald zooi. Ondanks de Engelse oorsprong van het woord wordt de term junk in het Engels niet als aanduiding voor drugsgebruikers gehanteerd. Het verkleinwoord junkie wordt daarentegen zowel in het Engels als Nederlands gehanteerd als aanduiding voor onder andere ernstig verslaafde harddrugsgebruikers. 
De term junk is een pejoratief. Andere, meer neutrale woorden, zijn termen als gebruiker of verslaafde. 
Het woord junk wordt ook wel overdrachtelijk gebruikt voor fanatiek liefhebber van iets, zoals televisiejunk of koffiejunk.